# Luise Karoline von Hessen-Kassel

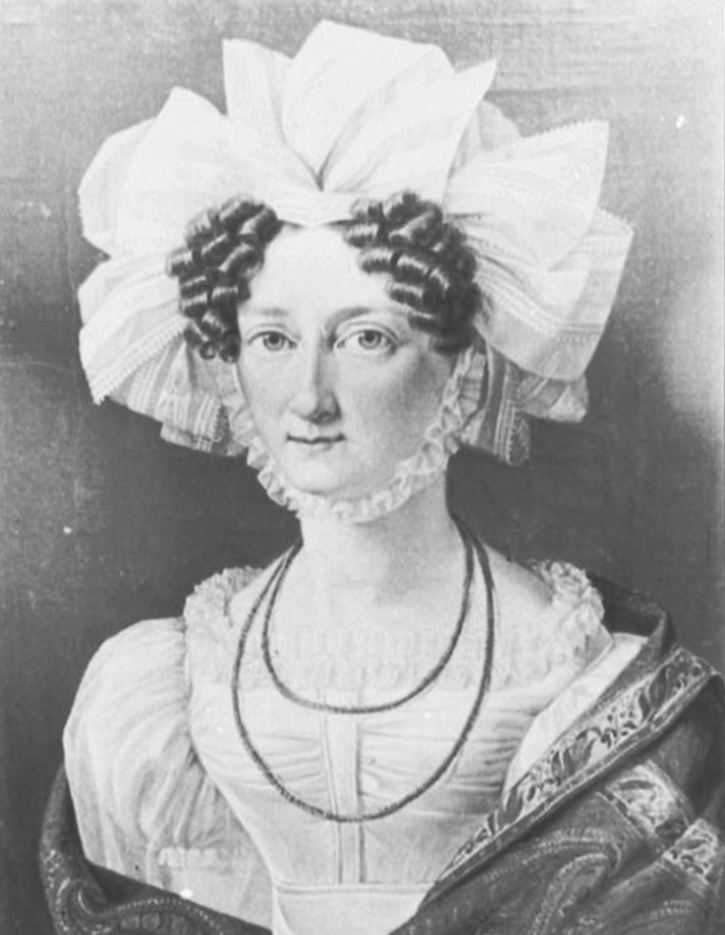
Prinzessin Luise Karoline von Hessen-Kassel, spätere Herzogin von Schleswig-Holstein-Sonderburg-Glücksburg (1829)

Prinzessin Luise Karoline von Hessen-Kassel (* 28. September 1789 in Gottorp; † 13. März 1867 in Ballenstedt) war durch Heirat Herzogin von Schleswig-Holstein-Sonderburg-Glücksburg.

## Leben
Luise Karoline war die jüngste Tochter des 1805 zum Titular-Landgrafen erhobenen Prinzen Karl von Hessen-Kassel und dessen Ehefrau Louise. Diese war eine Tochter des dänischen Königs Friedrich V. und dessen ersten Gattin Louise, einer Tochter des britischen Königs Georg II.
Luise Karoline heiratete am 26. Januar 1810 Herzog Friedrich Wilhelm von Schleswig-Holstein-Sonderburg-Glücksburg (1785–1831), einziger Sohn des Herzogs Friedrich Karl von Schleswig-Holstein-Sonderburg-Beck und der Gräfin Friederike Amalie von Schlieben. Aus der Ehe gingen zehn Kinder hervor:
- Luise Marie Friederike (1810–1869)

⚭ 1837 Graf Friedrich von Lasperg
⚭ 1846 Graf Alfred von Hohenthal
- Friederike Karoline Juliane (1811–1902) ⚭ 1834 Herzog Alexander Carl von Anhalt-Bernburg
- Karl (1813–1878) ⚭ 1888 Prinzessin Wilhelmine von Dänemark
- Friedrich (1814–1885) ⚭ 1841–1848 und 1854 Prinzessin Adelheid zu Schaumburg-Lippe
- Wilhelm (1816–1893)
- Christian (IX.) (1818–1906) ⚭ 1842 Prinzessin Louise von Hessen
- Luise (1820–1894), Äbtissin des Klosters Itzehoe
- Julius (1824–1903) ⚭ 1883 (morg.) Elisabeth von Ziegesar, ab 1887 Gräfin von Roest
- Johann (Hans) (1825–1911)
- Nikolaus (1828–1849)